# Puyo Puyo! 15th Anniversary
Puyo Puyo! 15th Anniversary es un videojuego de puzle desarrollado por Sonic Team y publicado por Sega para Nintendo DS, PlayStation 2, PlayStation Portable y la consola Wii.

## Modo de juego
Puyo Puyo! 15th Anniversary tiene un juego similar a los juegos Puyo Puyo anteriores. Los modos de juego incluyen el clásico Puyo Puyo, Puyo Puyo Tsu, Puyo Pop Fever, y otros 9 modos desbloqueables.
El jugador debe tener las mismas piezas de puyos con el mismo color para borrarlas de su pantalla de juego. Usualmente son 4, pero este valor puede cambiarse de 2 a 6 en algunos modos.
Si hay 1440 o más basuras, se genera el nuevo ícono del Puyo cometa.

## Problemas con la versión de Nintendo DS
- Luego de que la versión para Nintendo DS de Puyo Puyo! 15th Anniversary se lanzó en Japón, se descubrió que tenía un error. Sólo podía guardarse el juego 255 veces (incluyendo las auto-guardadas) antes de no poder volver a salvar.[1] Sega lanzó una segunda versión del juego el 20 de enero del 2007, que no tiene este fallo. La información acerca de como detectar la versión e instrucciones de cómo obtener un reemplazo pueden encontrarse en el sitio web de Sega: http://sega.jp/topics/070105_1/
- El segundo problema, es el lag del modo 8 jugadores. Solo las reglas de Puyo original, del 2 y del FEVER se encuentran disponibles en dicho modo para evitar el lag.
- El tercer problema se detectó al jugar con Wi-Fi. Si un jugador se desconecta a mitad de partida, todos los jugadores perderán puntos.
- El cuarto problema se detectó al jugar en partidas multiplayer, que se congela la barra FEVER en 7 puntos en el modo Fever.